# Кірхшпіль-Гардінг
Кірхшпіль-Гардінг (нім. Kirchspiel Garding) — громада в Німеччині, розташована в землі Шлезвіг-Гольштейн. Входить до складу району Північна Фризія. Складова частина об'єднання громад Айдерштедт.
Площа — 14,89 км2. Населення становить 272 ос. (станом на 31 грудня 2020).